# Campionato europeo maschile under 19 di calcio 2005
Il Campionato europeo di calcio Under-19 2005, 53ª edizione del Campionato europeo di calcio Under-19 organizzato dalla UEFA, si svolge in Irlanda del Nord dal 18 al 29 luglio 2005.

## Squadre

### Squadre qualificate
| Squadra             |
| ------------------- |
| Armenia             |
| Inghilterra         |
| Francia             |
| Germania            |
| Grecia              |
| Irlanda del Nord    |
| Norvegia            |
| Serbia e Montenegro |

## Gli stadi
Sono cinque gli stadi scelti per ospitare la manifestazione, in quattro città diverse:
| Città     | Stadio          | Capacità |
| --------- | --------------- | -------- |
| Belfast   | Windsor Park    | 18.000   |
| Belfast   | The Oval        | 15.250   |
| Newry     | The Showgrounds | 6.500    |
| Lurgan    | Mourneview Park | 5.000    |
| Ballymena | The Showgrounds | 5.000    |

## Gironi finali

### Girone A

#### Classifica
| Squadre             | Punti | G | V | N | P | GF | GS | DR |
| ------------------- | ----- | - | - | - | - | -- | -- | -- |
| Serbia e Montenegro | 9     | 3 | 3 | 0 | 0 | 8  | 2  | +6 |
| Germania            | 6     | 3 | 2 | 0 | 1 | 7  | 5  | +2 |
| Grecia              | 3     | 3 | 1 | 0 | 2 | 1  | 6  | -5 |
| Irlanda del Nord    | 0     | 3 | 0 | 0 | 3 | 1  | 4  | -3 |

#### Risultati
| Arbitro: | Alberto Undiano Mallenco |

|                                                  |           |                            |
| Veselinović 57’ 59’ Marinković 75’ Markovski 93’ | Marcatori | 37’ Polanski 51’ Kučuković |

| Arbitro: | Viktor Kassai |

|  |           |                 |
|  | Marcatori | 15’ Petropoulos |

| Arbitro: | Damir Skomina |

|  |           |                                     |
|  | Marcatori | 16’ Müller 43’ Polanski 47’ Boateng |

| Arbitro: | Pieter Vink |

|  |           |                 |
|  | Marcatori | 78’ Veselinović |

| Arbitro: | Matteo Trefoloni |

|                            |           |             |
| Steinhöfer 85’ Epstein 89’ | Marcatori | 91’ Stewart |

| Arbitro: | Duarte Nuno Pereira Gomes |

|  |           |                                           |
|  | Marcatori | 4’ (rig.) 43’ Veselinović 16’ Arsenijević |

### Girone B

#### Classifica
| Squadre     | Punti | G | V | N | P | GF | GS | DR |
| ----------- | ----- | - | - | - | - | -- | -- | -- |
| Francia     | 7     | 3 | 2 | 1 | 0 | 5  | 2  | +3 |
| Inghilterra | 5     | 3 | 1 | 2 | 0 | 5  | 4  | +1 |
| Norvegia    | 3     | 3 | 1 | 0 | 2 | 5  | 6  | -1 |
| Armenia     | 1     | 3 | 0 | 1 | 2 | 1  | 4  | -3 |

#### Risultati
| Arbitro: | Matteo Trefoloni |

|           |           |           |
| Baldé 19’ | Marcatori | 9’ Fryatt |

| Arbitro: | Damir Skomina |

|                      |           |  |
| Aoudia 21’ Nisja 69’ | Marcatori |  |

| Arbitro: | Viktor Kassai |

|           |           |                      |
| Lombé 87’ | Marcatori | 72’ (aut.) Petrosyan |

| Arbitro: | Duarte Nuno Pereira Gomes |

|            |           |                                    |
| Larsen 57’ | Marcatori | 16’ (rig.) 29’ 83’ (rig.) Gourcuff |

| Arbitro: | Pieter Vink |

|  |           |            |
|  | Marcatori | 47’ Cambon |

| Arbitro: | Alberto Undiano Mallenco |

|                                     |           |                        |
| Mills 3’ Blackstock 80’ Wheater 83’ | Marcatori | 23’ Aoudia 79’ Hanssen |

## Fase a eliminazione diretta
|  | Semifinali | Semifinali          | Semifinali |         |             | Finale      | Finale | Finale |  |
|  |            |                     |            |         |             |             |        |        |  |
|  | 1A         | Serbia e Montenegro | 1          |         |             |             |        |        |  |
|  | 1A         | Serbia e Montenegro | 1          |         |             |             |        |        |  |
|  | 2B         | Inghilterra         | 3          |         |             |             |        |        |  |
|  | 2B         | Inghilterra         | 3          |         | Inghilterra | Inghilterra | 1      |        |  |
|  |            |                     |            |         | Inghilterra | Inghilterra | 1      |        |  |
|  |            |                     | Francia    | Francia | 3           |             |        |        |  |
|  | 1B         | Francia             | Francia    | Francia | 3           | 3           |        |        |  |
|  | 1B         | Francia             |            |         |             |             |        |        |  |
|  | 2A         | Germania            | 2          |         |             |             |        |        |  |

### Semifinali
| Arbitro: | Viktor Kassai |

|                |           |                    |
| Marinković 87’ | Marcatori | 18’ 81’ 93’ Fryatt |

| Arbitro: | Damir Skomina |

|                          |           |                         |
| Baldé 34’ 58’ Cabaye 63’ | Marcatori | 40’ Epstein 86’ Boateng |

### Finale
| Arbitro: | Pieter Vink |

|            |           |                                             |
| Holmes 41’ | Marcatori | 56’ Mohamed Chakouri 75’ Baldé 88’ Gouffran |

| INGHILTERRA:  |    |                          |  |     |
|               |    |                          |  |     |
| P             | 1  | David Edward Martin      |  |     |
| DD            | 2  | Anthony McMahon          |  |     |
| DC            | 3  | Andrew Taylor            |  |     |
| DC            | 4  | Mark Noble               |  |     |
| DS            | 5  | Matthew Mills            |  |     |
| CD            | 6  | Martin Cranie            |  |     |
| CC            | 7  | James Clark Morrison     |  | 66’ |
| CC            | 8  | Grant Leadbitter         |  |     |
| CC            | 9  | Matthew Fryatt           |  | 76’ |
| CS            | 11 | Lee Holmes 41’           |  |     |
| A             | 16 | Richard Jones            |  | 79’ |
| Sostituzioni: |    |                          |  |     |
| CC            | 17 | Ryan Craig Matthew Smith |  | 66’ |
| A             | 12 | Dexter Blackstock        |  | 76’ |
| A             | 10 | Ryan Jarvis              |  | 79’ |
| CT:           |    |                          |  |     |
| Martin Hunter |    |                          |  |     |

| FRANCIA:          |    |                      |  |         |
|                   |    |                      |  |         |
| P                 | 1  | Hugo Lloris          |  |         |
| DC                | 2  | Yassin Moutaouakil   |  |         |
| DC                | 4  | Abou Diaby           |  |         |
| DC                | 5  | Mohamed Chakouri 56’ |  |         |
| CDD               | 6  | Didier Digard        |  | 76’     |
| CC                | 8  | Younes Kaboul        |  |         |
| CC                | 11 | Abdoulaye Baldé 75’  |  |         |
| CC                | 12 | Yoann Gourcuff       |  |         |
| CDS               | 17 | Yohan Cabaye         |  |         |
| AC                | 18 | Florian Marange      |  |         |
| AC                | 20 | Franck Dja Djedje    |  | 74’     |
| Sostituzioni:     |    |                      |  |         |
| CC                | 21 | Yoan Gouffran        |  | 74’ 88’ |
| A                 | 10 | Djamel Abdoun        |  | 76’     |
| CT:               |    |                      |  |         |
| Philippe Bergerôo |    |                      |  |         |

- Arbitro:  Pieter Vink
- Guardalinee:  Erik Bergsten,  Sinisa Buic
- Quarto uomo:  Damir Skomina

## Classifica marcatori
5 gol
- Borko Veselinović

4 gol
- Abdoulaye Baldé
- Matty Fryatt

3 gol
- Yoann Gourcuff

2 gol
- Karim Aoudia
- Kevin-Prince Boateng
- Denis Epstein
- Nebojša Marinković
- Eugen Polanski

## Ufficiali di gara

### Arbitri
- Alberto Undiano Mallenco
- Viktor Kassai
- Matteo Trefoloni
- Pieter Vink
- Duarte Nuno Pereira Gomes
- Damir Skomina